# Charles Baron
Pour les articles homonymes, voir Baron.
Charles Victorin Apollon Marie Eugène Baron, né le 16 mai 1876 à Valence (Drôme) et mort le 5 mai 1960 à Cassis (Bouches-du-Rhône), est un ingénieur, inventeur et homme politique français.

## Biographie
Fils d'un commerçant marseillais, Charles Baron suit de brillantes études scientifiques et se fait connaître très jeune comme ingénieur chimiste. On lui doit notamment l'invention de la lanoline en 1888.
Tout en adhérent aux idéaux républicains de sa famille, il se tourne vers l'action militante dans le sillage du socialisme. En 1905, il rejoint la SFIO et, en 1910, se présente en vain aux élections législatives.
Pendant la première guerre mondiale, il met ses compétences au service de l'effort de guerre. Outre l'utilisation d'un procédé de trempe des aciers qui sert à l'armement, il invente un nouvel explosif, appelé « nitrobaronite », ainsi que la bombe au phosphore. Il apporte aussi son concours aux industries militaires du Royaume-Uni, des États-Unis et de l'Union soviétique après 1917.
De nouveau candidat aux législatives en 1919, il est cette fois-ci élu député au scrutin de liste et siège sur les bancs socialistes.
Lors du congrès de Tours, il suit la fédération des Basses-Alpes de la SFIO qui décide de suivre la majorité et de rejoindre le parti communiste. Mais les communistes de ce département se révèlent rapidement peu enclins à se plier à la discipline de fer du nouveau parti. Baron est exclu en 1922 pour être resté adhérent de la Ligue des droits de l'homme et à la franc-maçonnerie. La majorité de sa fédération étant opposée à cette mesure, la direction nationale finit, en 1924, par exclure une bonne partie des adhérents, et un grand nombre d'élus.
Baron rejoint alors, avec la très grande majorité des exclus, la SFIO. Il est ensuite réélu comme député socialiste à toutes les élections jusqu'à la guerre, suivant les logiques de son parti : liste de cartel des gauches en 1924, Front populaire en 1936.
Il est un parlementaire actif, intervenant sur de très nombreux sujets. En 1940, son vote en faveur de l'octroi des pleins-pouvoirs au Maréchal Pétain signe la fin de sa vie politique. Exclu officiellement de la SFIO à la Libération, il n'exerce par la suite plus aucune responsabilité.
En 1953, cependant, est créé un prix à son nom visant à récompenser des travaux scientifiques.